# II. Anaklét (ellenpápa)
II. Anaklét (Anacletus) néven lépett fel a katolikus egyház huszonötödik ellenpápája. A II. Ince ellen fellépő Anaklét az egyház történetének egyik legmeghatározóbb egyházi szakadását idézte elő. A gazdag családból származó Anaklét nem tudott kitörni diplomáciai elszigeteltségéből, és végül ez vezetett el bukásáig.

## Származása és pályája
Születési dátuma nem maradt fenn a történelem lapjain, de családjáról már annál többet írnak a krónikák. Róma egyik leghatalmasabb családjának másodszülött fiaként látta meg a napvilágot Pietro Pierleoni néven. A Pierleoni család gazdasági hatalmával és befolyásával mindig az egyházi reformok pártján állt, azaz a német-római császárral szemben mindig a pápákat támogatta. Rómában igen nagy befolyással rendelkeztek, de sosem tudtak megegyezni a császárpárti Frangipani családdal, akik hasonlóan nagy hatalommal rendelkeztek a városban. 

Pietro nagyapja még zsidóként érkezett az örök városba, és IX. Leó pápa keresztelte meg, aminek tiszteletére keresztény nevének a Leót választotta. Uzsurakamatokkal szereztek hatalmas vagyont a városban, és hamarosan a politikai életbe is beleszólhattak. Gyermeke a Pietro nevet kapta, és utalva atyja nevére a Leonit is felvette. A Pietro Leoni névből keletkezett a család későbbi neve: Pierleoni. Pietro VII. Gergely pápa legfőbb támogatója volt, és a pápapárti nemesség vezetője lett. Két fia született, akiket különböző pályára szánt. Idősebbik gyermekét 1116-ban Róma prefektusi székébe akarta ültetni, de a Frangipani család ezt akkor még meg tudta akadályozni. Később azonban sikerült a város legfőbb posztjára emelni a fiút. A család második gyermeke volt Pietro, akit egyházi pályára szántak.
Párizsban nevelkedett, majd a Cluny-kolostorban folytatta tanulmányait. Évek múltán II. Paszkál pápa Rómába hívatta a Lateránba, és hamarosan a Szent Kozma és Demjén-templom bíborosává szentelte fel. Később II. Geláz oldalára állva követte a pápát franciaországi száműzetettségébe, majd az egyházfők követeként gyakran járt Angliában és Franciaországban is. A klérus tisztelt és elismert tagjai közé tartozott, és ambiciózus családja éppen ezt akarta kihasználni II. Honoriusz pápa halála után.

## Ellenpápaként Róma élén
Már Honoriusz pápa életének utolsó napjaiban elkezdődött a készülődés Szent Péter trónjának betöltésére. Pierleoni bíboros már Honorius halálos ágya mellett elkezdte gyűjteni a szavazatokat, és családja befolyása révén az ő sikere volt várható. A Szent Kollégium harminc bíborosának szavazatát biztosan birtokolta, ráadásul a lefizetett római nép is mellette állt, nem is beszélve a nemesség egy részéről. A választók között mindössze tizenhat bíboros nem volt megvesztegethető, akiknek vezetője Haymaric kancellár volt és Gregorio Papareschi, Ostia kardinálisa. 

Ugyan Pierleoni ellenében a bíborosok még mindig kisebbségben voltak, mégis ebben a csoportban foglalt helyet a négy püspök-kardinális, akik II. Miklós pápa törvényei óta a pápaválasztás legmeghatározóbb személyei voltak. Az ő feladatuk volt a választás törvényességének felügyelete, és a ceremónia levezetése. Ráadásul a klérus egyik zsinatán elhatározta, hogy az egyházszakadás veszélyének elkerülése végett kijelölnek nyolc bíborost, akik nem vehetnek részt a választásban. Ezek feladata az lesz, hogy a beteg pápára felügyeljenek, és ezzel megakadályozzák a választások közötti versenyfutást. Azonban a zsinaton megválasztott nyolc kardinális között öt olyan volt, aki nem látta szívesen Pierleonit a pápai trónon. Honoriuszt tehát a Szent Gergely-kolostorba vitték, amely a Frangipani család erődjének szomszédságában állt. Amikor 1130. február 13-án meghalt Honoriusz, a bíborosok másnap reggel már el is temették, és sietve megválasztották a pápa utódját. Mivel Honoriusz haláláról többségében azok értesültek előbb, akik Pierleoni ellenében voltak, hamarosan az összegyűlt klérus Gregorio Papareschit választotta meg egyházfőnek, akit megfenyegettek, hogy ha nem fogadja el a címet, egyházi átokkal sújtják. Gregorio felvette a II. Ince pápa nevet. 

A krónikák szerint alig három órával később a bíborosok másik csoportja megválasztotta Pietrot pápának, aki II. Anaklét néven kezdte meg uralmát. Mindkettőjüket február 23-án szentelték fel, Incét a Santa Maria Nuova-templomban, míg Anacletust a Szent Péter-bazilikában.
Anaklét szempontjából minden remekül indult. A befolyásos család egész Rómát maga mellé állította. A római nép mellett Porto püspöke, a bíborosi kollégium dékánja, azaz vezetője is Anaklétet támogatta. A győzelem pedig igazán teljes volt, amikor a Frangipani család is elismerte Anaklét győzelmét. Incének nem maradt más választása: menekülnie kellett a városból. Először Pisában, majd Franciaországban talált menedéket. Amint azt a korabeli krónikák leírták, Incét ugyan Róma városa elutasította, de az egész világ elfogadta. A rutinos diplomata Ince, befolyásos támogatóinak köszönhetően hamarosan széles körű európai támogatásra tett szert. Anaklét csak később ismerte fel a nemzetközi elszigeteltség veszélyeit. Pontifikátusának elején a római nép lekenyerezésével törődött. Alamizsnát osztott köztük és utcai játékokat rendezett. 

Ince egyik leghűbb híve,  Bernát igen fontos szerepet játszott védence legalizálásában. A királyi udvarokba írt leveleiben összefoglalta, hogy miért nem törvényes egyházfő Anaklét, és Ince miért az. Elsőként kiemelte Ince jellemét, majd a püspök-kardinálisokra hivatkozott és arra, hogy Incét választották meg hamarabb. Magyarországtól Írországig elismerték Ince főségét, és elítélték Anaklétot. A legfontosabb az volt, hogy III. Lothár, német-római császár is Ince mellé állt. 

Anaklét többször is próbált kapcsolatba lépni Lothár udvarával, a császári koronát ígérve neki, azonban leveleire sosem jött válasz.

Ekkor lépett kapcsolatba II. Rogerrel, Szicília ambiciózus grófjával, akit a pápa szintén nem akart elismerni. Mindkettőjük ki akart törni a politikai elszigeteltségből, így hamar meg tudtak egyezni. Roger elismerte Anaklétot a római katolikus egyház fejének, seregével védelmet ajánlott neki, és cserébe Anaklét 1130 karácsonyán Palermóban királyi koronát adott neki, és pápai elismerést új királyságának. Ezek mellett azonban Európa igazán erős uralkodói Reimsban, Piacenzában már zsinaton ismerték el Ince pápaságát. 1133 tavaszán III. Lothár sereggel vonult Róma felszabadításáért, és persze azért, hogy a császári koronát megkapja. A jelentős létszámú sereg ellen Roger nem vehette fel a harcot, de arra éppen elég volt, hogy Anaklétot az Angyalvárban megvédjék. Lothár a koronázás után elhagyta a várost, és így hamarosan visszaállhatott az ellenpápa uralma. 1137-ben végül az egyre makacsabbnak tűnő Roger ellen több uralkodó is összefogott, és hatalmas sereggel indultak meg az új Szicíliai Királyság ellen. Róma elfoglalását egy kisebb seregre bízták, amelyet Szent Bernárd vezetett. A város ostroma lassan haladt, és Anaklét sokáig tartani tudta pozícióit az örök város egyes részein. A harcoknak végül az ellenpápa váratlan betegsége, majd 1138. január 25-ei halála vetett véget.

A család kriptájában temették el Anaklétot, akinek minden rendelkezését Ince a második lateráni egyetemes zsinaton semmisnek nyilvánította.